# Dirck Bas

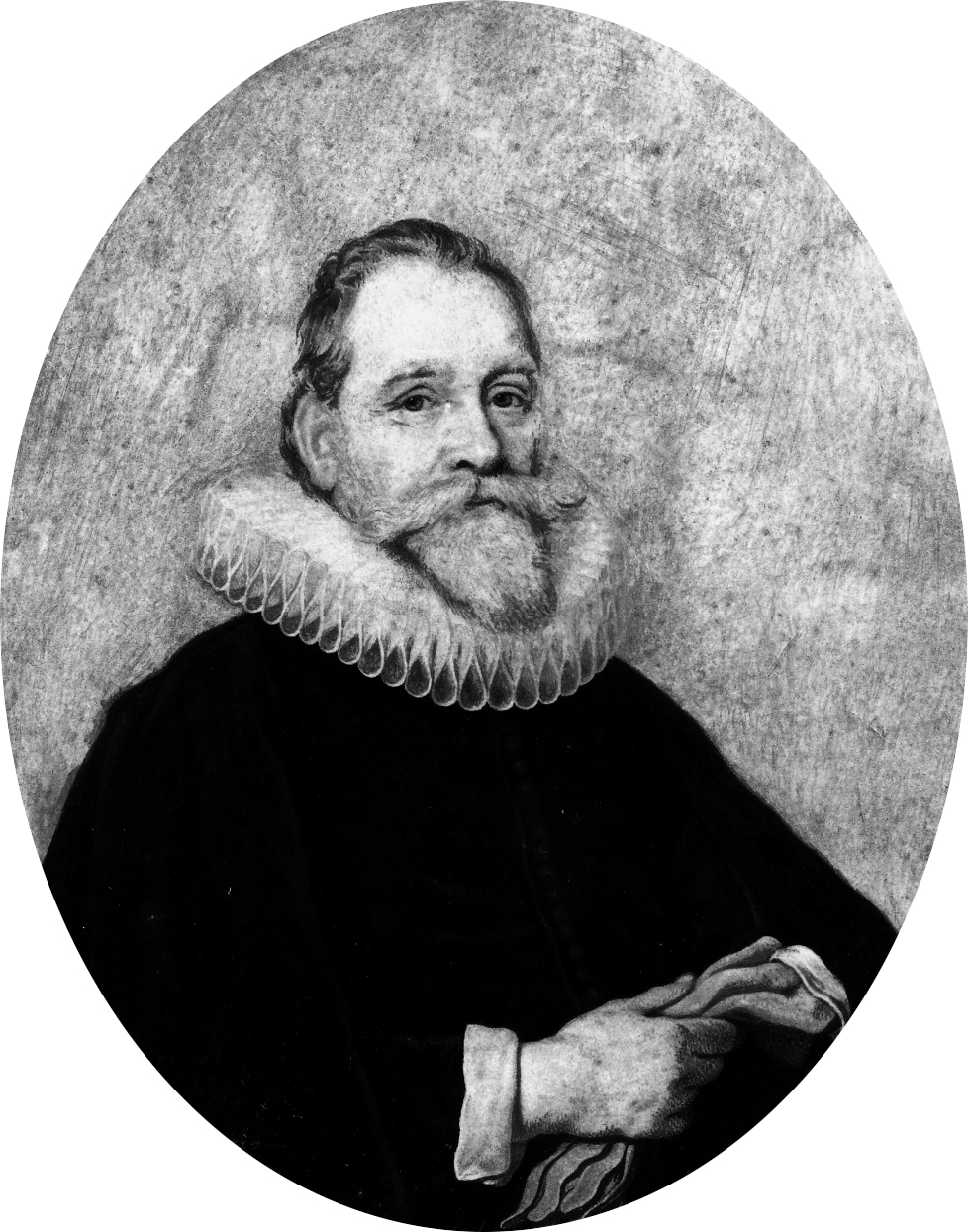
Dirck Jacobsz. Bas (Johannes Thopas)

Dirck Bas (Emden, 1569 - Amsterdam, 17 augustus 1637) was een wapenhandelaar, schepen, bewindhebber van de VOC, diplomaat en burgemeester van Amsterdam.

## Biografie
Dirck Bas was de zoon van Jacob Claeszn Bas. Hij studeerde in Leiden, Heidelberg, Padua, Sienna, en Bazel. In 1595 trouwde hij met Grietje Elberts.
In 1596 werd hij schepen. In 1602 nam hij deel bij de oprichting van de VOC. In december 1606 stierf zijn echtgenote Grietke Elberts. Er waren toen vijf kinderen. Een week na de begrafenis had hij zijn dochter Grietje laten dopen. In 1608 sloot hij zijn tweede huwelijk met Grietje Jans Snoucken. Hij woonde op het Rokin, in de Kalverstraat en bij zijn overlijden op de Kloveniersburgwal.
In 1611 was Bas gezant naar Denemarken en Noorwegen. In 1615 werd hij afgezonden naar Zweden en Rusland. In 1616 is hij in de ridderstand verheven door Gustaaf Adolf van Zweden. Rond 1622 was hij in Engeland, vermoedelijk betrokken bij het overleg tussen de VOC en de East India Company.
In de jaren 1610, 1615, 1617, 1618, 1622, 1624, 1625, 1627, 1631, 1632, 1634, 1636 en 1637 was hij burgemeester van Amsterdam. De familie is geschilderd door Dirck Dircksz. van Santvoort.
- Zijn dochter Margaretha Bas trouwde in 1628 met koopman en VOC-kapitein Dirck Kerckrinck. Uit dit huwelijk werd de medicus Theodor Kerckring geboren.
- Zijn andere dochter Agatha Bas (1611-1658) trouwde in 1638 met Nicolaes van Bambeeck. "Het heeft er alle schijn van dat hun late huwelijk niet de zegen van haar vader had. En dat hun echtverbintenis daarom pas na zijn dood tot stand kwam."[3]

- Bibliothèque nationale de France: cb17796132j (data)
- Biografisch Portaal: 31316396
- International Standard Name Identifier: 0000 0003 9644 8792
- Nederlandse Thesaurus van Auteursnamen: 142691836
- Virtual International Authority File: 291429708
- WorldCat: E39PBJtrQbwHBTWtywrpT4dmh3